# Staryja Darohі rajon
Staryja Darohі rajon (belarusiska: Старадарожскі раён) är ett distrikt i Belarus. Huvudort är Staryja Darohі. Det ligger i voblasten Minsks voblast, i den centrala delen av landet, 110 km söder om huvudstaden Minsk.